# Ionische Opstand
Ionische Opstand is de naam die gewoonlijk gegeven wordt aan de initiële fase van de Grieks-Perzische Oorlogen, waarin de Griekse stadstaten aan de westkust van Klein-Azië in opstand komen tegen Perzische overheersing. De opstand wordt gesteund door Athene en Eretria aan het Griekse vasteland, en breidt zich uit naar de Hellespont en Cyprus. Na initiële successen, waarbij onder andere de lokale Perzische hoofdstad Sardis in brand gestoken wordt, weet de Perzische sjah Darius I de opstand neer te slaan en alle opstandige steden terug onder Perzische controle te brengen.

## Aanleiding
De interactie tussen de Perzen en Grieken begon rond 547 v.Chr.. In dat jaar veroverde Cyrus de Grote Lydië, en later ook de Griekse koloniën in Ionië. De Perzen hadden echter moeite de Ionische steden onder controle te houden, en de tirannen die Perzië aanstelde om de steden te controleren waren vaak eigenzinnig en voerden een eigen politiek. Dit zou uiteindelijk leiden tot opstanden.
In 500 voor Christus werd de Miletische tiran Aristagoras benaderd door enkele ballingen uit Naxos, die hem vroegen de controle over het eiland over te nemen. Aristagoras, die een kans zag zijn eigen macht te vergroten, benaderde de satraap van Lydië Artaphernes. Aristagoras stelde voor het leger dat Artaphernes als satraap bijeen zou kunnen roepen te financieren. Artaphernes ging akkoord hij kreeg toestemming van Darius. Vervolgens werd een troepenmacht van 200 triremen verzameld om het jaar erop Naxos aan te vallen.

### Campagne naar Naxos
In het voorjaar van 499 voor Christus vertrok de vloot, onder leiding van de neef van Artaphernes, Megabates, naar Milete waar de Ionische troepen van Aristagoras en de Naxische ballingen aan boord gingen. De troepenmacht zette vervolgens koers naar Naxos. De Naxiërs kregen echter lucht van de Perzische plannen, en waren goed voorbereid op een aanval. Volgens Herodotus was dit omdat Aristagoras onderweg ruzie met Megabates kreeg en hij vervolgens uit woede boodschappers naar Naxos stuurde om de Naxiërs te waarschuwen. Het is echter goed mogelijk dat dit gerucht later door Aristagoras is verspreid om Megabates de schuld te geven van het mislukken van de campagne. In ieder geval waren de Naxiërs in staat zich goed voor te bereiden op een belegering. De Perzen poogden alsnog Naxos in te nemen, maar na vier maanden was de schatkist leeg en waren zij gedwongen zich terug te trekken.

## Start van de opstand en initieel succes (499-498 v.Chr.)
De mislukte poging Naxos te veroveren bracht Aristagoras in grote financiële problemen: hij was niet in staat om Artaphernes terug te betalen en had zich bovendien vervreemd van de Perzische koninklijke familie door ruzie te maken met Megabates. In een wanhopige poging om zichzelf te redden, koos Aristagoras ervoor de Milesiërs aan te zetten tot een opstand. Hij trad af als tiran van Milete en verklaarde Milete tot democratie. Volgens Herodotus was dit om de Milesiërs enthousiast te krijgen voor de opstand.
Het leger dat naar Naxos was gestuurd, was nog steeds bijeen in Myus en bestond uit troepen uit andere Griekse steden van Klein-Azië. Aristagoras nam alle Griekse tirannen die in het leger aanwezig waren gevangen en overhandigde ze aan hun respectieve steden om de medewerking van die steden te krijgen. Op deze manier wist hij de leden van de Ionische bond mee te krijgen in de opstand. Daarnaast wist hij op het vasteland van Griekenland hulp te krijgen van Athene, nadat hij was afgewezen in Sparta.
In de lente van 498 v.Chr. zette een Atheense strijdmacht van twintig schepen samen met vijf triremen uit Eretria koers naar Ionië. Ze sloten zich aan bij de belangrijkste Ionische strijdmacht in de buurt van Efeze. Aristagoras wees zijn broer Charopinus en Hermophantus aan als generaals.

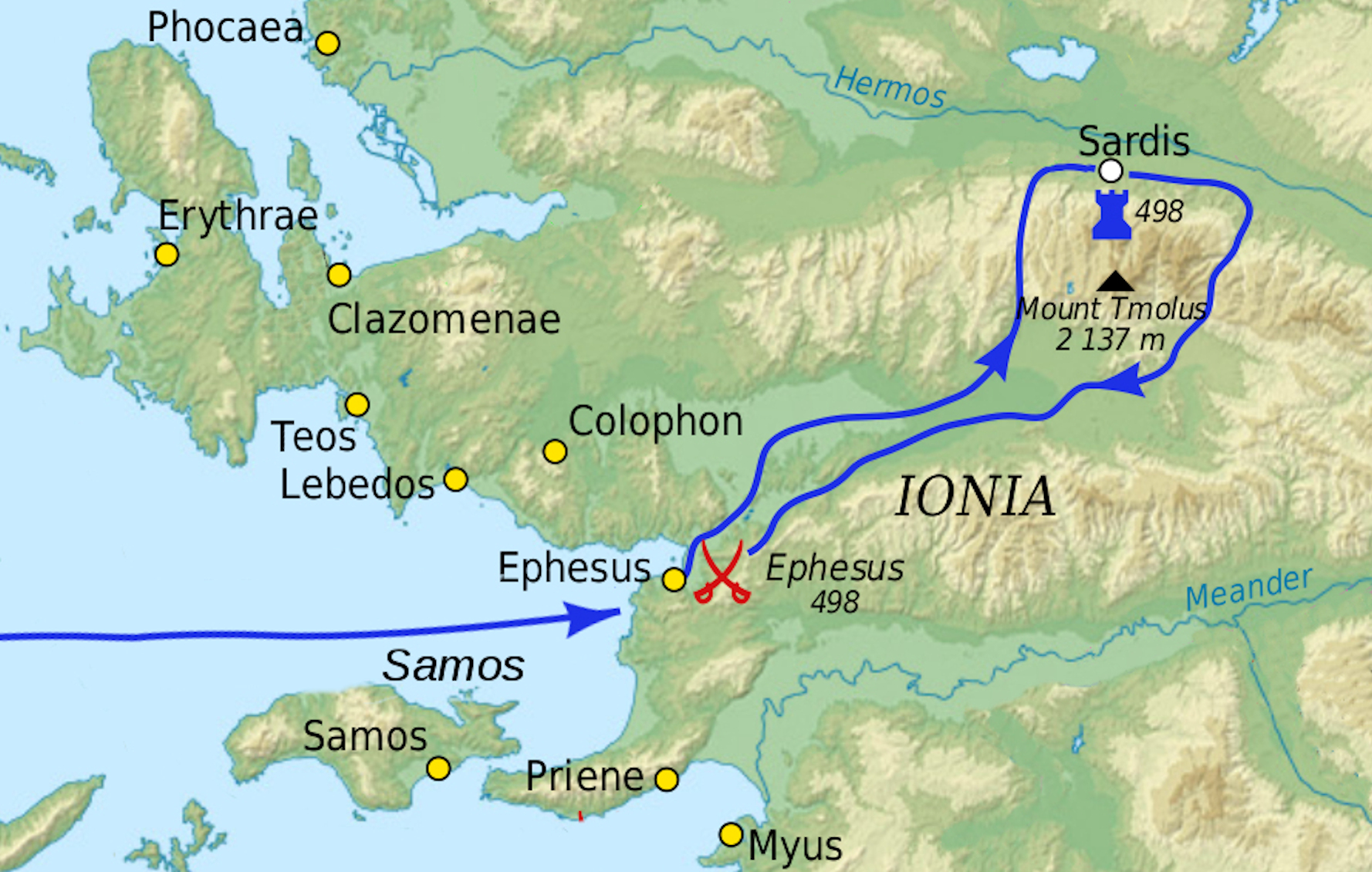
Campagne naar Sardis.

Deze troepenmacht werd vervolgens door de Efeziërs door de bergen naar de lokale hoofdstad Sardis geleid. De Grieken verrasten de Perzen en waren in staat om de benedenstad in te nemen, terwijl de Perzen zich onder leiding van Artaphernes terugtrokken in de citadel. De benedenstad werd vervolgens in brand gestoken (volgens Herodotus per ongeluk). Ondanks de tegenslagen bleven de Perzen weerstand bieden. De Grieken besloten zich hierop terug te trekken. Ondertussen verzamelden Perzische versterkingen zich en trokken zij naar Sardis. Toen daar aankwamen, ontdekten ze dat de Grieken onlangs vertrokken waren, en zetten ze de achtervolging in. Ze haalden de Grieken in buiten Efeze en dwongen de Griekse troepen tot slag. De Ioniërs verloren deze slag, en velen van hen werden gedood. De overlevenden trokken zich terug naar hun eigen steden.
Na dit verlies beëindigden de Atheners hun alliantie met de Ioniërs. Ondanks de nederlaag bij Efeze en de terugtrekking van de Atheners breidde de opstand zich verder uit. De Ioniërs stuurden troepen naar de Hellespont en Propontis en veroverden Byzantium en de andere nabijgelegen steden. Ze haalden ook de Carians over om zich bij de opstand aan te sluiten. En zonder enige overtuiging van buitenaf besloten ook de Griekse koninkrijken op Cyprus  in opstand te komen tegen de Perzische heerschappij.

Oude koninkrijken op Cyprus.

## Cyprus (498-497 v.Chr.)
De leider van de Cypriotische opstand was Onesilus als koning van Salamis, nadat hij zijn pro-Perzische broer Gorgus van de troon gestoten had. Onesilus haalde de andere Cypriotische steden over om zich bij de opstand aan te sluiten, met uitzondering van Amathus, dat Perzië trouw bleef. Hierop startten de Cyprioten de belegering van Amathus.
Het jaar daarop (497 v. Chr.) hoorde Onesilus dat een Perzische strijdmacht onder leiding van Artybius naar Cyprus was gestuurd. Onesilus vroeg vervolgens de Ioniërs om hulp, en de Ioniërs stuurden een vloot om de opstandige Cyprioten te steunen. Het Perzisch leger arriveerde uiteindelijk in Cyprus, gesteund door een Fenicische vloot. De Ionische vloot was in staat de Feniciërs te verslaan. In de gelijktijdige strijd op land tussen de Perzen en Cyprioten behaalden de Perzen echter de overwinning, met name omdat Stesenor, de tiran van Curium, samen met zijn troepen en de strijdwagens van Salamis overliepen naar de Perzen. Zowel de Cypriotische leider Onesilus als de Perzische commandant Artybius kwamen om in de slag. De opstand op Cyprus werd zo neergeslagen: de opstandige Cypriotische steden werden belegerd en ingenomen door de Perzen. De Ioniërs zeilden onverrichter zake terug naar huis.

## Klein Azië
De Perzische strijdkrachten in Klein-Azië werden na de slag bij Sardis verdeeld in drieën, waarbij drie van Darius' schoonzonen, Daurises, Hymaees en Otanes de leiding kregen.
Daurises trok met zijn leger aanvankelijk naar de Hellespont. Daar belegerde hij systematisch de steden Dardanus , Abydos, Percote, Lampsacus en Paesus, elk op één dag volgens Herodotus. Toen hij echter hoorde dat de Cariërs in opstand waren gekomen verplaatste hij zijn leger zuidwaarts in een poging deze nieuwe opstand neer te slaan. De Cariërs verzamelden zich bij de "Witte Zuilen", aan de Marsyas, een zijrivier van de Meander. In de daaropvolgende strijd wisten de Perzen de Cariërs te overweldigen met hun grotere aantallen. Volgens Herodotus kwamen er 10.000 Cariërs en 2.000 Perzen om in de strijd.
De overlevenden trokken zich terug en beraadslaagden of ze zich zouden overgeven aan de Perzen of Azië helemaal zouden ontvluchten. Tijdens deze beraadslagingen werden ze echter versterkt door een Milesisch leger en met deze versterkingen besloten ze de strijd opnieuw aan te gaan. Deze slag verliep echter nog rampzaliger dan de eerste. Na de dubbele overwinning op de Cariërs, startte Daurises met het innemen van de Carische steden. De Cariërs besloten door te vechten en legden een hinderlaag aan voor Daurises op de weg door Pedasus. In deze hinderlaag werd het Perzische leger vernietigd en Daurises en de andere Perzische bevelhebbers werden gedood.
Hymaees ging naar de Propontis en nam de stad Cius in. Nadat Daurises met zijn troepen naar Carië trok, marcheerde Hymaees naar de Hellespont en veroverde veel van de Eolische steden evenals enkele steden in de regio van Troye. Daarna werd hij echter ziek en stierf. Ondertussen voerde Otanes samen met Artaphernes campagne in Ionië, waarbij ze Clazomenae en Cyme innamen.

## Einde van de opstand
Nadat plaats na plaats ingenomen werd door de Perzen besloot Aristagoras te vluchten. De verwachting was dat Milete snel door de Perzen zowel vanuit land als vanuit zee belegerd zou worden. De Ioniërs verzamelden hun vloot, maar ze werden beslissend verslagen in de slag bij Lade, wederom mede dankzij het overlopen van sommige Ionische steden naar de Perzen. Hierna was de weerstand van de Ioniërs effectief gebroken. Milete werd belegerd en ingenomen. In 493 v.Chr. waren alle steden in Klein-Azië weer onder Perzische controle.

## Nasleep
Herodotus vertelt ons dat toen Darius hoorde dat Sardis vernietigd was, hij zwoer wraak te nemen op de Atheners (na navraag gedaan te hebben over wie dat eigenlijk waren). Hij gaf een dienaar de opdracht hem driemaal per dag te herinneren aan deze eed: "Heer, vergeet de Atheners niet". Darius vergat de Atheners inderdaad niet, en viel het Griekse vasteland aan in de eerste Perzische invasie van Griekenland.
Ionische Opstand · Eerste Perzische invasie · Tweede Perzische invasie · Oorlogen van de Delische Bond